# アダム・ブクサ
アダム・ブクサ（Adam Buksa、1996年7月12日 - ）は、ポーランド・クラクフ出身の同国代表プロサッカー選手。アンタルヤスポル所属。ポジションはFW。デンマーク・スーペルリーガ・FCミッティラン所属。

## クラブ経歴
ヴィスワ・クラクフ、ノヴァーラ・カルチョのアカデミーを経て、2014年にレヒア・グダニスクとプロ契約を結んだ。7月25日のTSポドベスキジェ・ビェルスコ＝ビャワ戦でプロデビューを果たした。
2016年からはザグウェンビェ・ルビンでプレーし、2018年1月からは半年間ポゴニ・シュチェチンにレンタルされた。2017-18シーズン終了後、ポゴニ・シュチェチンに完全移籍した。
2019年12月12日、メジャーリーグサッカーのニューイングランド・レボリューションに完全移籍。移籍金はクラブ史上2番目に高い450万ドルと報じられた。
2022年6月7日、RCランスと契約したことが発表された。
2024年7月11日、FCミッティランに4年契約で移籍した。

## 代表経歴
各年代でポーランド代表に選出されている。
2017年には母国で開催されるUEFA U-21欧州選手権参加メンバーの一人に選ばれたが、試合には出場しなかった。
2018年11月5日、チェコ代表との親善試合を前にフル代表の初召集を受けたが、出場機会は無かった。
2021年9月2日、2022 FIFAワールドカップ・ヨーロッパ予選のアルバニア代表戦でポーランド代表デビュー。この試合で初ゴールも決めた。

## 人物
実弟のアレクサンデルもサッカー選手で、204年現在グールニク・ザブジェに所属している.

## 個人成績

### 代表
試合数
2024年6月21日現在
- 国際Aマッチ 17試合 7得点（2021年 - ）

| ポーランド代表 | 国際Aマッチ | 国際Aマッチ |
| 年             | 出場        | 得点        |
| -------------- | ----------- | ----------- |
| 2021           | 5           | 5           |
| 2022           | 4           | 0           |
| 2023           | 4           | 1           |
| 2024           | 4           | 1           |
| 通算           | 17          | 7           |

得点
| # | 開催日         | 開催地                                     | 対戦国       | スコア | 結果 | 大会                          |
| - | -------------- | ------------------------------------------ | ------------ | ------ | ---- | ----------------------------- |
| 1 | 2021年9月2日   | ワルシャワ、スタディオン・ナロドヴィー     | アルバニア   | 2-1    | 4-1  | 2022 FIFAワールドカップ・予選 |
| 2 | 2021年9月5日   | セラヴァッレ、サンマリノ・スタジアム       | サンマリノ   | 5-1    | 7-1  | 2022 FIFAワールドカップ・予選 |
| 3 | 2021年9月5日   | セラヴァッレ、サンマリノ・スタジアム       | サンマリノ   | 6-1    | 7-1  | 2022 FIFAワールドカップ・予選 |
| 4 | 2021年9月5日   | セラヴァッレ、サンマリノ・スタジアム       | サンマリノ   | 7-1    | 7-1  | 2022 FIFAワールドカップ・予選 |
| 5 | 2021年10月9日  | ワルシャワ、スタディオン・ナロドヴィー     | サンマリノ   | 4-0    | 5-0  | 2022 FIFAワールドカップ・予選 |
| 6 | 2023年10月12日 | トースハウン、トースヴェリュール           | フェロー諸島 | 2-0    | 5-0  | UEFA EURO 2024予選            |
| 7 | 2024年6月16日  | ハンブルグ、フォルクスパルクシュタディオン | オランダ     | 1-0    | 1-2  | UEFA EURO 2024                |